# Południowoamerykański Trener Roku

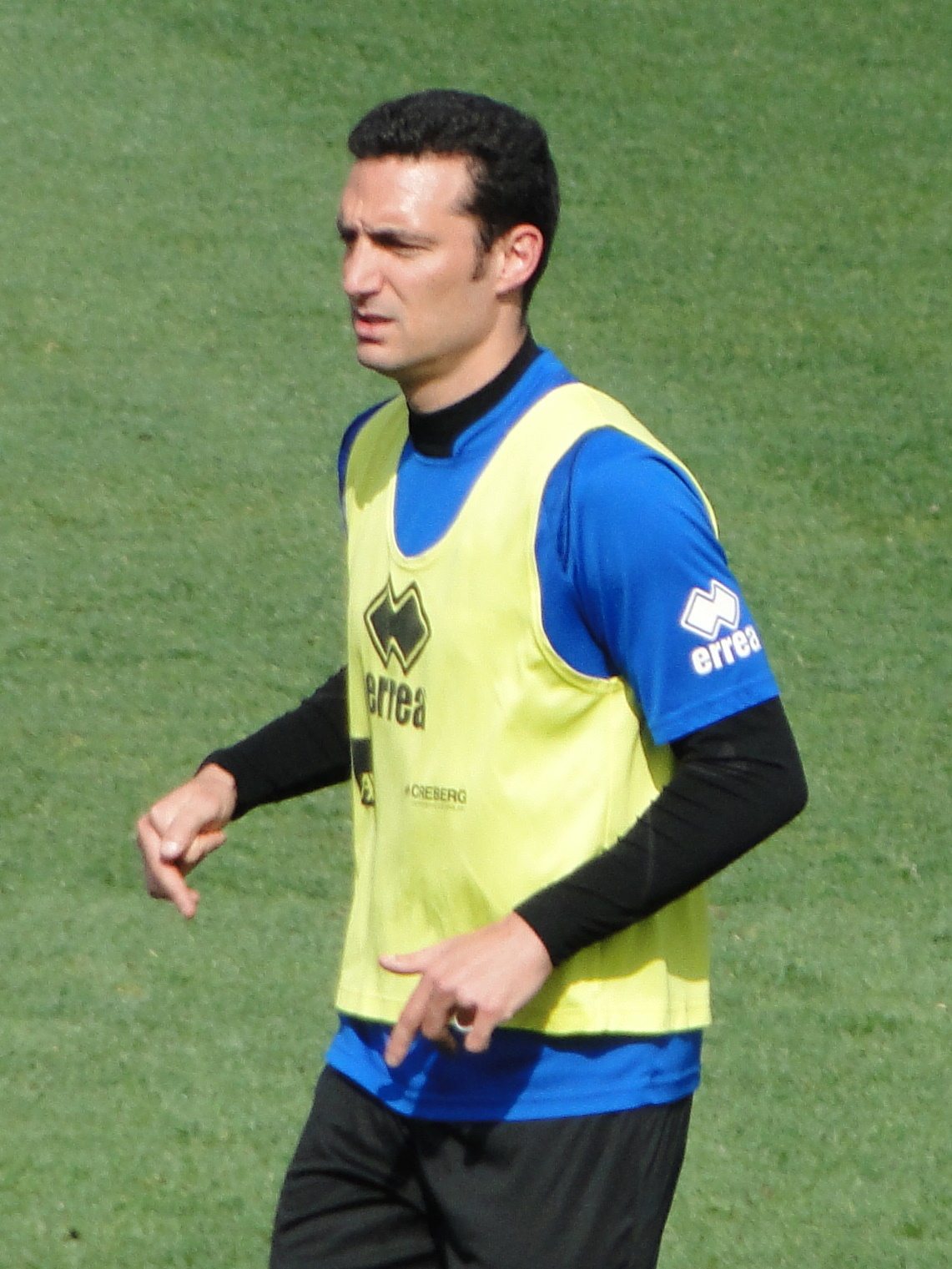
Argentyńczyk Lionel Scaloni, aktualny posiadacz nagrody (2022)

Nagroda Entrenador del año en Sudamérica (Trener roku Ameryki Południowej) jest wręczana na koniec każdego roku kalendarzowego najlepszemu trenerowi piłkarskiemu (lub selekcjonerowi) prowadzącemu w momencie wyróżnienia jeden z klubów (lub jedną z reprezentacji) z kontynentu amerykańskiego. Laureaci od 1986 roku są wybierani przez urugwajski dziennik El País.

## Zwycięzcy
| Rok  | Trener                | Narodowość | Klub/reprezentacja |
| ---- | --------------------- | ---------- | ------------------ |
| 1986 | Carlos Bilardo        | Argentyna  | Argentyna          |
| 1987 | Carlos Bilardo        | Argentyna  | Argentyna          |
| 1988 | Roberto Fleitas       | Urugwaj    | Nacional           |
| 1989 | Sebastião Lazaroni    | Brazylia   | Brazylia           |
| 1990 | Luis Cubilla          | Urugwaj    | Olimpia            |
| 1991 | Alfio Basile          | Argentyna  | Argentyna          |
| 1992 | Telê Santana          | Brazylia   | São Paulo          |
| 1993 | Francisco Maturana    | Kolumbia   | Kolumbia           |
| 1994 | Carlos Bianchi        | Argentyna  | Vélez Sarsfield    |
| 1995 | Héctor Núñez          | Urugwaj    | Urugwaj            |
| 1996 | Hernán Darío Gómez    | Kolumbia   | Kolumbia           |
| 1997 | Daniel Passarella     | Argentyna  | Argentyna          |
| 1998 | Carlos Bianchi        | Argentyna  | Boca Juniors       |
| 1999 | Luiz Felipe Scolari   | Brazylia   | SE Palmeiras       |
| 2000 | Carlos Bianchi        | Argentyna  | Boca Juniors       |
| 2001 | Carlos Bianchi        | Argentyna  | Boca Juniors       |
| 2002 | Luiz Felipe Scolari   | Brazylia   | Brazylia           |
| 2003 | Carlos Bianchi        | Argentyna  | Boca Juniors       |
| 2004 | Luis Fernando Montoya | Kolumbia   | Once Caldas        |
| 2005 | Aníbal Ruiz           | Urugwaj    | Paragwaj           |
| 2006 | Claudio Borghi        | Argentyna  | Colo-Colo          |
| 2007 | Gerardo Martino       | Argentyna  | Paragwaj           |
| 2008 | Edgardo Bauza         | Argentyna  | LDU Quito          |
| 2009 | Marcelo Bielsa        | Argentyna  | Chile              |
| 2010 | Óscar Tabárez         | Urugwaj    | Urugwaj            |
| 2011 | Óscar Tabárez         | Urugwaj    | Urugwaj            |
| 2012 | José Néstor Pekerman  | Argentyna  | Kolumbia           |
| 2013 | José Néstor Pekerman  | Argentyna  | Kolumbia           |
| 2014 | José Néstor Pekerman  | Argentyna  | Kolumbia           |
| 2015 | Jorge Sampaoli        | Argentyna  | Chile              |
| 2016 | Reinaldo Rueda        | Kolumbia   | Atlético Nacional  |
| 2017 | Tite                  | Brazylia   | Brazylia           |
| 2018 | Marcelo Gallardo      | Argentyna  | River Plate        |
| 2019 | Marcelo Gallardo      | Argentyna  | River Plate        |
| 2020 | Marcelo Gallardo      | Argentyna  | River Plate        |
| 2021 | Abel Ferreira         | Portugalia | Palmeiras          |
| 2022 | Lionel Scaloni        | Argentyna  | Argentyna          |

### Według trenerów
| #  | Trener                | Liczba zwycięstw | Lata zwycięstw               |
| -- | --------------------- | ---------------- | ---------------------------- |
| 1. | Carlos Bianchi        | 5                | 1994, 1998, 2000, 2001, 2003 |
| 2. | José Néstor Pekerman  | 3                | 2012, 2013, 2014             |
| 2. | Marcelo Gallardo      | 3                | 2018, 2019, 2020             |
| 4. | Carlos Bilardo        | 2                | 1986, 1987                   |
| 4. | Luiz Felipe Scolari   | 2                | 1999, 2002                   |
| 4. | Óscar Tabárez         | 2                | 2010, 2011                   |
| 7. | Roberto Fleitas       | 1                | 1988                         |
| 7. | Sebastião Lazaroni    | 1                | 1989                         |
| 7. | Luis Cubilla          | 1                | 1990                         |
| 7. | Alfio Basile          | 1                | 1991                         |
| 7. | Telê Santana          | 1                | 1992                         |
| 7. | Francisco Maturana    | 1                | 1993                         |
| 7. | Héctor Núñez          | 1                | 1995                         |
| 7. | Hernán Darío Gómez    | 1                | 1996                         |
| 7. | Daniel Passarella     | 1                | 1997                         |
| 7. | Luis Fernando Montoya | 1                | 2004                         |
| 7. | Aníbal Ruiz           | 1                | 2005                         |
| 7. | Claudio Borghi        | 1                | 2006                         |
| 7. | Gerardo Martino       | 1                | 2007                         |
| 7. | Edgardo Bauza         | 1                | 2008                         |
| 7. | Marcelo Bielsa        | 1                | 2009                         |
| 7. | Jorge Sampaoli        | 1                | 2015                         |
| 7. | Reinaldo Rueda        | 1                | 2016                         |
| 7. | Tite                  | 1                | 2017                         |
| 7. | Abel Ferreira         | 1                | 2021                         |
| 7. | Lionel Scaloni        | 1                | 2022                         |

### Według narodowości
| #  | Narodowość | Liczba zwycięstw | Lata zwycięstw |
| -- | ---------- | ---------------- | --- |
| 1. | Argentyna  | 21               | 1986, 1987, 1991, 1994, 1997, 1998, 2000, 2001, 2003, 2006, 2007, 2008, 2009, 2012, 2013, 2014, 2015, 2018, 2019, 2020, 2022 |
| 2. | Urugwaj    | 6                | 1988, 1990, 1995, 2005, 2010, 2011                                                                                           |
| 3. | Brazylia   | 5                | 1989, 1992, 1999, 2002, 2017                                                                                                 |
| 4. | Kolumbia   | 4                | 1993, 1996, 2004, 2016 |
| 5. | Portugalia | 1                | 2021 |

### Według klubów/reprezentacji
| #   | Klub/reprezentacja | Liczba zwycięstw | Lata zwycięstw               |
| --- | ------------------ | ---------------- | ---------------------------- |
| 1.  | Kolumbia           | 5                | 1993, 1996, 2012, 2013, 2014 |
| 1.  | Argentyna          | 5                | 1986, 1987, 1991, 1997, 2022 |
| 3.  | Boca Juniors       | 3                | 1998, 2000, 2001, 2003       |
| 4.  | Urugwaj            | 3                | 1995, 2010, 2011             |
| 4.  | Brazylia           | 3                | 1989, 2002, 2017             |
| 4.  | River Plate        | 3                | 2018, 2019, 2020             |
| 7.  | Paragwaj           | 2                | 2005, 2007                   |
| 7.  | Chile              | 2                | 2009, 2015                   |
| 7.  | SE Palmeiras       | 2                | 1999, 2021                   |
| 10. | Nacional           | 1                | 1988                         |
| 10. | Olimpia            | 1                | 1990                         |
| 10. | São Paulo          | 1                | 1992                         |
| 10. | Vélez Sarsfield    | 1                | 1994                         |
| 10. | Once Caldas        | 1                | 2004                         |
| 10. | Colo-Colo          | 1                | 2006                         |
| 10. | LDU Quito          | 1                | 2008                         |
| 10. | Atlético Nacional  | 1                | 2016                         |

### Według lig
| #  | Liga                | Liczba zwycięstw | Lata zwycięstw |
| -- | ------------------- | ---------------- | --- |
| 1. | reprezentacje       | 20               | 1986, 1987, 1989, 1991, 1993, 1995, 1996, 1997, 2002, 2005, 2007, 2009, 2010, 2011, 2012, 2013, 2014, 2015, 2017, 2022 |
| 2. | Primera División    | 8                | 1994, 1998, 2000, 2001, 2003, 2018, 2019, 2020                                                                         |
| 3. | Brasileirão Série A | 3                | 1992, 1999, 2021 |
| 4. | Categoría Primera A | 2                | 2004, 2016 |
| 5. | Primera División    | 1                | 1988 |
| 5. | Primera División    | 1                | 1990 |
| 5. | Primera División    | 1                | 2006 |
| 5. | Serie A             | 1                | 2008 |